# CTA 1
| Daten von CTA 1 Supernova-Überrest            | Daten von CTA 1 Supernova-Überrest   |
| --------------------------------------------- | ------------------------------------ |
| Sternbild                                     | Kepheus                              |
| Position Epoche: J2000.0 Äquinoktium: J2000.0 |                                      |
| Rektaszension                                 | 00h 06m,6                            |
| Deklination                                   | +72° 47′                             |
| Eigenschaften                                 |                                      |
| Winkelausdehnung                              | ca. 100′                             |
| Zugehörigkeit                                 | Milchstraße                          |
| Entfernung                                    | ca. 1,4 kpc (ca. 4,6 kLj)            |
| Alter                                         | ca. 10.000 a                         |
| Kompakter Überrest                            |                                      |
| Bezeichnung                                   | RX J0007.0+7302                      |
| Typ                                           | Röntgenpulsar                        |
| Geschichte                                    |                                      |
| Entdecker                                     | Daniel Everett Harris, J. A. Roberts |
| Entdeckungsjahr                               | 1960                                 |

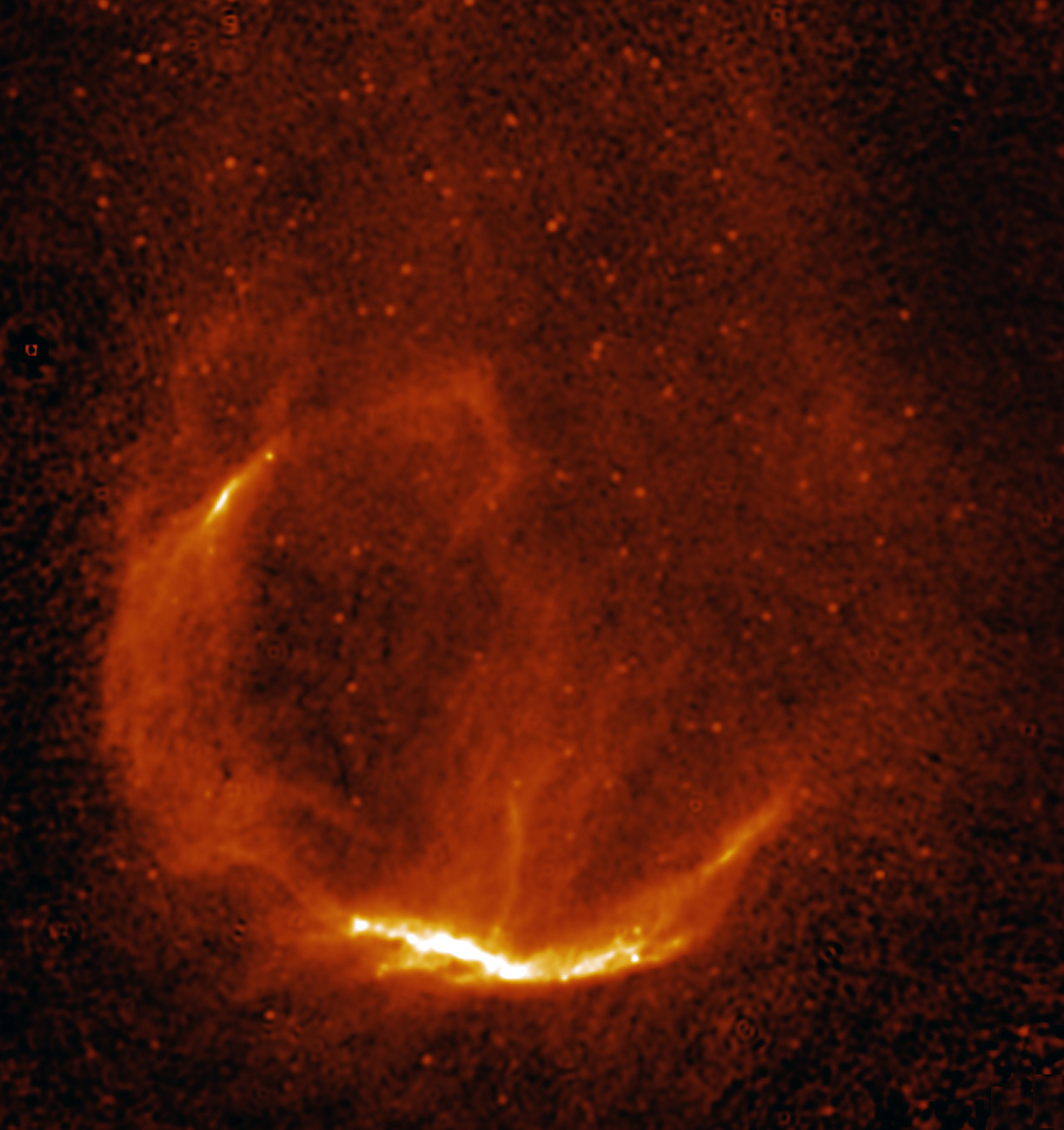
CTA 1

CTA 1, auch unter der systematischen Bezeichnung SNR G119.5+10.2 bekannt, ist ein Supernova-Überrest im Sternbild Kepheus mit einer Winkelausdehnung von etwa 100 Bogenminuten. Die Entfernung von CTA 1 wird auf etwa 4600 Lichtjahre geschätzt, die Größenordnung des Alters auf 10.000 Jahre.